# Ceratopsion
Ceratopsion is een geslacht van sponsdieren uit de klasse van de Demospongiae (gewone sponzen).

## Soorten
- Ceratopsion aurantiacum (Lendenfeld, 1888)
- Ceratopsion axiferum (Hentschel, 1912)
- Ceratopsion clavatum (Thiele, 1898)
- Ceratopsion cuneiforme Bergquist, 1970
- Ceratopsion dichotoma (Whitelegge, 1907)
- Ceratopsion erectum (Thiele, 1898)
- Ceratopsion expansum (Thiele, 1898)
- Ceratopsion incrustans (Burton, 1932)
- Ceratopsion microxephora (Kirkpatrick, 1903)
- Ceratopsion minor Pulitzer-Finali, 1983
- Ceratopsion montebelloensis Hooper, 1991
- Ceratopsion palmatum Hooper, 1991
- Ceratopsion ramosum (Thiele, 1898)
- Ceratopsion rugosum (Schmidt, 1870)